# Besa maskingevær
Maskingevær, BESA var en britisk version af det tjekkoslovakiske ZB-53 maskingevær (som også betegnes Model 37 i nogle lande) og blev brugt af Storbritannien i tanks under 2. verdenskrig. Navnet kom fra det britiske firma, som købte licensen og producerede maskingeværet på licens i Storbritannien Birmingham Small Arms Company (BSA).

## Baggrund
Maskingeværet blev taget i anvendelse fordi der ønskedes en luftkølet og dermed lettere erstatning for Vickers maskingeværet. BSA underskrev en aftale med Zbrojovka Brno, våbenproducenten i Brno, i 1936, hvilket tillod BSA at lave 7.92 mm ZB-53 under licens i Storbritannien. Krigsministeriet bestilte våbenet i 1938 og produktionen gik i gang i 1939. Selv om det brugte den kantfri 7,92 mm x 57 mm Mauser patron i stedet for den .303 kaliber patron som var standard i Storbritannien blev den alligevel indført i sin original kaliber, selv om det gjorde logistikken vanskeligere i det britiske tank korps da BESA maskingeværet blev anvendt som sekundært våben i alle de britisk designede og britisk byggede tanks under 2. verdenskrig. BSA og de relevante embedsmænd i i forsyningsministeriet vurderede imidlertid, at det samlet set var en mindre anstrengelse at beholde våbenet i sin oprindelige kaliber end at lave de nødvendige ændringer af maskinværktøjer m.v. til at fremstille maskingeværet i standard kaliber, især da tankkorpset fungerede uafhængigt af de andre kæmpende enheder i den britiske hær. 

## Senere versioner
Mark II versionen kom i 1940. Man kunne nu vælge mellem et højt antal skud (800 pr. minut) eller lavt (500 pr. minut). Efterhånden som krigen fortsatte blev designet ændret så det blev hurtigre og mere økonomisk at fremstille hvilket resulterede i Mark III versionen. Den havde modeller med enten en høj eller en lav skudhastighed. 

En større og med 57 kg tungere 15 mm version, som også var bæltedrevet blev udviklet af BSA fra den tjekkiske ZB vz/60 tunge maskingevær som våben til et køretøj. Det kunne afskydes i halvautomatisk såvel som fuldautomatisk mod. Det blev anvendt på Light Tank Mk VI C og på pansrede køretøjer såsom Humber Armoured Car Mark III.